# Hertugdømmet Øvre-Lorraine
Hertugdømmet Øvre-Lorraine eller bare Hertugdømmet Lorraine var et hertugdømme fra 959 til 1766. Den første hertug var Friedrich I af Bar, og den sidste var Stanislaw Leszczynski.
Hertugdømmet Lothringen blev i 959 delt i Hertugdømmet Øvre Lothringen (det nuværende Lorraine) og Hertugdømmet Nedre Lothringen (områderne ved Nordsøen og ved Rhinens nedre løb). Efterhånden gik betegnelsen Nedre Lothringen af brug, og navnet Lothringen bruges i dag kun om den franske region.
48°41′34″N 6°11′01″Ø / 48.692778°N 6.183611°Ø